# Incendio en Horta de San Juan (Tarragona)
El incendio de Horta de San Juan se inició el 20 de julio de 2009 y afectó al parque natural de Los Puertos, en Horta de San Juan (Tarragona). Las montañas de los puertos de Tortosa-Beceite forman un macizo de relieve muy complejo a caballo entre el sistema ibérico y el sistema mediterráneo. Están formadas por materiales calcáreos que determinan un relieve abrupto y roto por varias fallas, con importantes solapamientos. Orográficamente, la zona del incendio tiene crestas con un elevado grado de inaccesibilidad, con barrancos y torrentes muy estrechos y fuertes pendientes.

## Inicio de los incendios
Pese a que en un primer momento se creía que el incendio había sido provocado por un rayo, posteriormente se demostró que el incendio fue causado por dos jóvenes al encender una hoguera. Según la juez de Gandesa (Tarragona) que investigó el incendio forestal de Horta de San Juan, se utilizó un acelerador de combustión, como podrían ser las bombonas de camping gas que previamente habían comprado los autores del incendio.

## Características meteorológicas en el momento del incendio
La situación meteorológica en ese periodo era de altas temperaturas y bajas humedades relativas. A nivel local, se daban cambios de intensidad y dirección del viento. Además, se añadía la inestabilidad tormentosa, lo cual implicaba rachas de viento erráticas y repentinas.
El fuego estuvo situado entre las carreteras T-330, que se cortó al ser atravesada por las llamas sobre las 16:30 horas, y la T-334, al sur del municipio, en la zona de Les Capçades. Las llamas se habían ido acercando al municipio. Las tareas de extinción se pudieron ver facilitadas por la lluvia que empezó a caer a última hora de la tarde. Efectivos de la Comunidad Valenciana, de Aragón y de la Unidad Militar de Emergencias (UME) del Ministerio de Defensa apoyaron a los bomberos de la Generalidad de Cataluña.

## Comportamiento del incendio y maniobras de extinción
En el incendio se registraron dos focos secundarios. Las longitudes de las llamas en plena alineación llegaron hasta los 50 metros. Durante las noches del 20 al 21 de julio de 2009, las llamas llegaron a los 20 metros. El 21 de julio de 2009, el viento de componente aumentó en intensidad, con rachas muy fuertes, cosa que produjo que el fuego quedase fuera de la capacidad de extinción. El 22 de julio de 2009, se produjo un cambio en la situación meteorológica y se reavivó el fuego por una zona que ya había quedado controlada. El 24 de julio de 2009, a las 11 de la mañana, quedó controlado el fuego, el cual se daría por extinguido el 3 de agosto de 2009.

## Consecuencias
El incendio afectó a unas 1140 hectáreas de vegetación, principalmente pino blanco. En las tareas de extinción del incendio, perdieron la vida 5 bomberos de entre 31 y 47 años mientras trabajaban en las tareas de extinción del fuego y uno de ellos resultó gravemente herido. Los seis operarios, que pertenecían al Grupo de Refuerzo de Actuaciones Forestales (GRAF) un grupo de bomberos profesionales especializados en incendios forestales, trabajaban en primera línea para frenar el avance del fuego cuando, alrededor de las cuatro de la tarde del 21 de julio de 2009, un súbito cambio de viento les sorprendió, según explicó el secretario general del interior, Joan Boada. Al parecer, aunque los efectivos se taparon con una manta ignífuga, murieron o quedaron muy malheridos. Los dos supervivientes fueron traslados al Hospital Valle de Hebrón de Barcelona.

## Consecuencias políticas y comisión de investigación
La forma en que se gestionaron las tareas de extinción fue casi de inmediato sometida a evaluación política, lo cual provocó enfrentamientos entre el Gobierno catalán y el Ayuntamiento de Horta, que se expandieron a discusiones técnico-políticas entre CiU (partido que gobernaba en Horta y entonces en la oposición en el parlamento autonómico) y el gobierno autonómico tripartito (que estuvo en el poder hasta noviembre de 2010).
Desde el 8 de febrero hasta el 18 de marzo de 2010, tuvo lugar una comisión parlamentaria, promulgada y aprobada con el voto favorable de un tercio de los parlamentarios (de los partidos en la oposición). En ella compareció población local y cargos políticos y técnicos con un papel relevante durante la extinción o bien un cierto conocimiento del territorio. Aunque la comisión sirvió para la recopilación de mucha información técnica, formal y política sobre la gestión de la extinción del incendio, sus objetivos no fueron valorados de forma homogénea: mientras que para algunas personas se trataba de «buscar responsabilidades políticas, porque decir que todo ha sido causado por circunstancias meteorológicas o técnicas no permite mejorar la organización» (representante de CiU en la Comisión Parlamentaria celebrada el 3 de febrero de 2010), otras consideraban que la comisión había sido creada para alimentar un «fuego político y mediático, cuyo nombre es “Elecciones 2010”» (bombero del GRAF en la Comisión Parlamentaria del 22 de febrero de 2010).
TV3 dedicó un documental del programa semanal "Sense Ficció" a los aspectos técnicos del incendio: El gran silenci, Horta de Sant Joan, dirigido por Carles Caparrós Obiols.